# Żurawskij (Kraj Krasnodarski)
Żurawskij (ros. Журавский) – chutor w Rosji, w Kraju Krasnodarskim, w rejonie korienowskim. W 2010 liczył 1264 mieszkańców.